# Ferie d'agosto
Pour plus de détails, voir Fiche technique et Distribution.
Ferie d'agosto est un film italien réalisé par Paolo Virzì, sorti en 1995.

## Synopsis
Sur la petite île de Ventotene, deux groupes de personnes passent leurs vacances dans deux maisons contiguës. L'une est occupée par le journaliste et intellectuel autoproclamé Sandro Molino et sa compagne Cecilia Sarcoli. L'autre groupe est composé de Ruggero Mazzalupi, riche propriétaire de deux armureries, représentant typique du « generone » romain.
Le premier groupe comprend : l'acteur Mauro, l'ancien associé de Cecilia ; leur petite fille Martina ; Francesca, l'amie de Mauro qui fut l'associée de Sandro ; Betta et Graziella, les amies de Cecilia ; Ivan, le fils de Graziella ; et enfin Roberto, un curieux personnage, latinophile, qui se promène entre l'Afrique, Cuba et d'autres rivages exotiques, en accomplissant ce qu'il appelle des « tâches officielles ».
Le second groupe, outre Ruggero, comprend : sa femme Luciana ; leurs deux enfants : Sabrina, adolescente, et leur fils cadet ; la mère de Ruggero, une vieille dame sénile ; la sœur de Luciana, la belle et affriolante Marisa, dont Ruggero a toujours été amoureux ; Marcello, le mari de Marisa, un ancien chanteur de boîte de nuit qui tient aujourd'hui une boutique de parfums, qui doit 50 millions de lires à Ruggero et leur fils unique. Ruggero méprise secrètement Marcello mais fait preuve de magnanimité et repousse sans cesse toute discussion sur le règlement de la dette afin de maintenir son beau-frère dans un état de sujétion psychologique et de faire pression sur Marisa pour qu'elle quitte son mari.
Les relations entre les deux groupes de touristes sont immédiatement conflictuelles ; la compagnie de Sandro supporte mal le comportement bruyant, superficiel et arrogant des voisins mais, en même temps, traite les tentatives du groupe de Ruggero de se faire des amis avec snobisme, condescendance et moqueries mal dissimulées.
Malheureusement, un citoyen extracommunautaire est blessé par une balle tirée lors d'une farce stupide par Ruggero, qui est appelé à rendre des comptes par les carabiniers à la suite d'une plainte déposée par Sandro. Reconnaissant avoir commis un acte risqué et malveillant, et dans le but de se racheter auprès de Sandro et de son groupe, Ruggero promeut une sorte d'assemblée nocturne. L'occasion donne lieu à des accusations et à des interventions à différents niveaux, y compris politique.
Entre accusations et défenses, mais surtout dans une désorientation générale et confuse, la situation dégénère dans une dispute sans tenants ni aboutissants. Sous les étoiles, il semble que chacun ait succombé davantage aux sentiments et aux passions personnelles qu'aux motivations et aux engagements politiques.
À la fin des vacances d'été, Cecilia avoue à Sandro qu'elle est enceinte de lui depuis huit semaines. L'homme en est heureux et assure à la femme qu'il aimera l'enfant à naître comme il aime Martina. Mauro, se rendant compte qu'il ne peut pas reconquérir Cecilia, se saoule à la fête du village, tombe et se cogne la tête. Il est secouru et hébergé par une famille locale qui l'aime bien et dont la belle fille l'adore. Francesca, se rendant compte à son tour qu'elle ne peut reconquérir Sandro, se lie d'amitié avec Marcello, qui se sent incompris de sa femme. Roberto, après une nuit de passion clandestine avec Marisa, l'abandonne et part pour l'Afrique. Ruggero est témoin de l'infidélité de Marisa et déjoue la tentative de suicide de sa fille Sabrina qui est tombée amoureuse, sans réciproque, d'Ivan. Ces deux expériences le rapprochent de sa femme Luciana, qui souffre depuis longtemps de l'éloignement de son mari. Le citoyen extracommunautaire, à la suite de la plainte déposée par Sandro et au tumulte qui s'ensuit pour des questions de principe, devient l'objet de l'attention de la police et est finalement expulsé de l'île parce qu'il n'est pas en règle.
À la fin du film, la plupart des personnages quittent l'île pour rentrer chez eux. La seule qui reste sur le quai et qui, en larmes mais pleine d'espoir, crie « Je t'aime » au ferry sur lequel Ivan a embarqué, est Sabrina elle-même.

## Fiche technique
- Titre original italien : Ferie d'agosto[1] (litt. « Vacances d'août »)
- Réalisateur : Paolo Virzì
- Scénario : Paolo Virzì, Francesco Bruni
- Photographie : Paolo Carnera
- Montage : Cecilia Zanuso (it)
- Musique : Battista Lena
- Décors : Sonia Peng
- Production : Vittorio Cecchi Gori, Rita Rusić
- Sociétés de production : Cecchi Gori Group - Tiger Cinematografica
- Pays de production :  Italie
- Langue originale : italien
- Format : couleurs - 1,85:1
- Durée : 103 minutes
- Genre : comédie dramatique
- Dates de sortie :
  - Italie : 5 avril 1996
  - France : octobre 1996 (Festival du cinéma méditerranéen de Montpellier)

## Distribution
- Silvio Orlando : Sandro
- Sabrina Ferilli : Marisa
- Ennio Fantastichini : Ruggero
- Laura Morante : Cecilia
- Piero Natoli : Marcello
- Antonella Ponziani : Francesca
- Paola Tiziana Cruciani : Luciana
- Gigio Alberti : Roberto
- Silvio Vannucci : Mauro
- Rocco Papaleo : Brigadiere
- Raffaella Lebboroni : Betta
- Claudia Della Seta : Graziella
- Agnese Claisse : Martina
- Vanessa Marini : Agnese
- Emiliano Bianchi : Ivan
- Evelina Gori : signora Gina
- Daniele Barchiesi : Fabio
- Davide Clementi : Massimo
- Teresa Saponangelo : Irene
- Mario Scarpetta : Rosario
- Oumar Ba : Tewill
- Raffaele Vannoli :
- Renato Carucci :
- Cristina Aranci :
- Claudia Esercizio :

## Suite
Paolo Virzì réalise en 2024 Un altro ferragosto, la suite de ce film.